# 人工タンパク質
人工タンパク質（じんこうタンパクしつ）あるいは人工機能性タンパク質（じんこうきのうせいタンパクしつ）とは、人工的に設計されたアミノ酸配列を持つタンパク質である。あるいは既存のタンパク質に対して、化学的・遺伝子工学的な手法を以て任意の修飾を加え、機能を変化させたものをこう呼ぶ。
なお、無細胞系で人工的に合成されたタンパク質については無細胞タンパク質合成系を参照。
人工タンパク質は任意のアミノ酸配列を持っているため、アミノ酸配列とタンパク質の高次構造との関係を把握するのに役立つ。またタンパク質構造予測と組み合わせて、自己組織化により合体するタンパク質複合体も合成されているほか、人工タンパク質が実際に生体内で機能することも検証されている。